# Acció Socialista Valenciana
Acció Socialista Valenciana (ASV) fou un partit polític valencianista creat el maig de 1962 per Eliseu Climent, Joan Francesc Mira, Rosa Raga i Vicent Àlvarez, procedents del Moviment Social-Cristià de Catalunya (MOSCA), en organitzar junt al Frente de Liberación Popular una vaga a la Universitat de València en suport a la vaga d'Astúries de 1962. S'oposaren a pactar amb el PCE. L'octubre de 1964 redactaren una Declaració de Principis, influïda per Joan Fuster i de contingut bàsicament nacionalista i socialista, on defineix el País Valencià com a part dels Països Catalans. Després deixà pas al Partit Socialista Valencià, on gairebé tots els seus membres s'integraren.